# Lukarsko Goševo
Lukarsko Goševo (en serbe cyrillique : Лукарско Гошево) est un village de Serbie situé sur le territoire de la Ville de Novi Pazar, district de Raška. Au recensement de 2011, il comptait 757 habitants.
Lukarsko Goševo est également connu sous le nom de Goševo.

## Démographie

### Évolution historique de la population
| 1948 | 1953 | 1961 | 1971  | 1981  | 1991  | 2002 | 2011 |
| ---- | ---- | ---- | ----- | ----- | ----- | ---- | ---- |
| 833  | 877  | 980  | 1 074 | 1 129 | 1 007 | 850  | 757  |

|  |